# Peter Tali Coleman

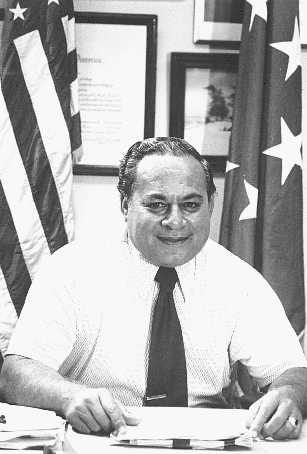
Peter Tali Coleman

Peter Tali Coleman (* 8. Dezember 1919 in Pago Pago, Amerikanisch-Samoa; † 28. April 1997 in Honolulu, Hawaii) war ein US-amerikanischer Politiker. Zwischen 1956 und 1993 war er drei Mal Gouverneur von Amerikanisch-Samoa.

## Werdegang
Peter Coleman besuchte die St. Louis High School in Honolulu. Während des Zweiten Weltkrieges diente er in der US Army, in der er bis zum Hauptmann (Captain) aufstieg. Nach einem anschließenden Jurastudium an der Georgetown University und seiner Zulassung als Rechtsanwalt begann er in Amerikanisch-Samoa in diesem Beruf zu arbeiten. Dort war er auch zeitweise als Generalstaatsanwalt tätig. Außerdem bekleidete er in den Zeiten, da er nicht als Gouverneur amtierte, verschiedene lokale Ämter. Politisch war er Mitglied der Republikanischen Partei.
Zwischen 1956 und 1961 war Coleman erstmals Gouverneur seiner Heimat. Er war der erste Gouverneur mit samoanischen Wurzeln, der jemals dieses Amt bekleidete. Seine Berufung erfolgte durch den damaligen US-Präsidenten Dwight D. Eisenhower. Coleman übernahm sein Amt von Richard Barrett Lowe und trat es am 24. Mai 1961 an Hyrum Rex Lee ab. Im Jahr 1977 wurde Coleman der erste vom Volk gewählte Gouverneur des Außengebietes. Am 3. Januar 1978 löste er Lee wieder ab, der ebenfalls nach einer Unterbrechung im Jahr 1977 in dieses Amt zurückgekommen war. Nach einer Wiederwahl konnte er bis zum 3. Januar 1985 zwei Amtszeiten absolvieren. Im Jahr 1988 wurde er zum letzten Mal zum Gouverneur gewählt. Am 3. Januar 1989 trat er die Nachfolge von A. P. Lutali an, der vier Jahre zuvor sein Nachfolger geworden war.
Peter Coleman starb am 18. April 1997 in Honolulu an einer Krebserkrankung.